# Mimosa papposa
Mimosa papposa är en ärtväxtart som beskrevs av George Bentham. Mimosa papposa ingår i släktet mimosor, och familjen ärtväxter.

## Underarter
Arten delas in i följande underarter:
- M. p. papposa
- M. p. uninervis